# كيكوال مؤتلف
كيكوال مؤتلف (الاسم العلمي:Quisqualis conferta) هي نوع نباتي يتبع جنس الكيكوال من الفصيلة القمبريطية. 